# 阿兰达甲鱼属
阿蘭達甲魚又稱阿蘭達魚或亞蘭達甲魚，是一種生存於奧陶紀早期的無顎魚類，大約在4億8000萬至4億7000萬年前。

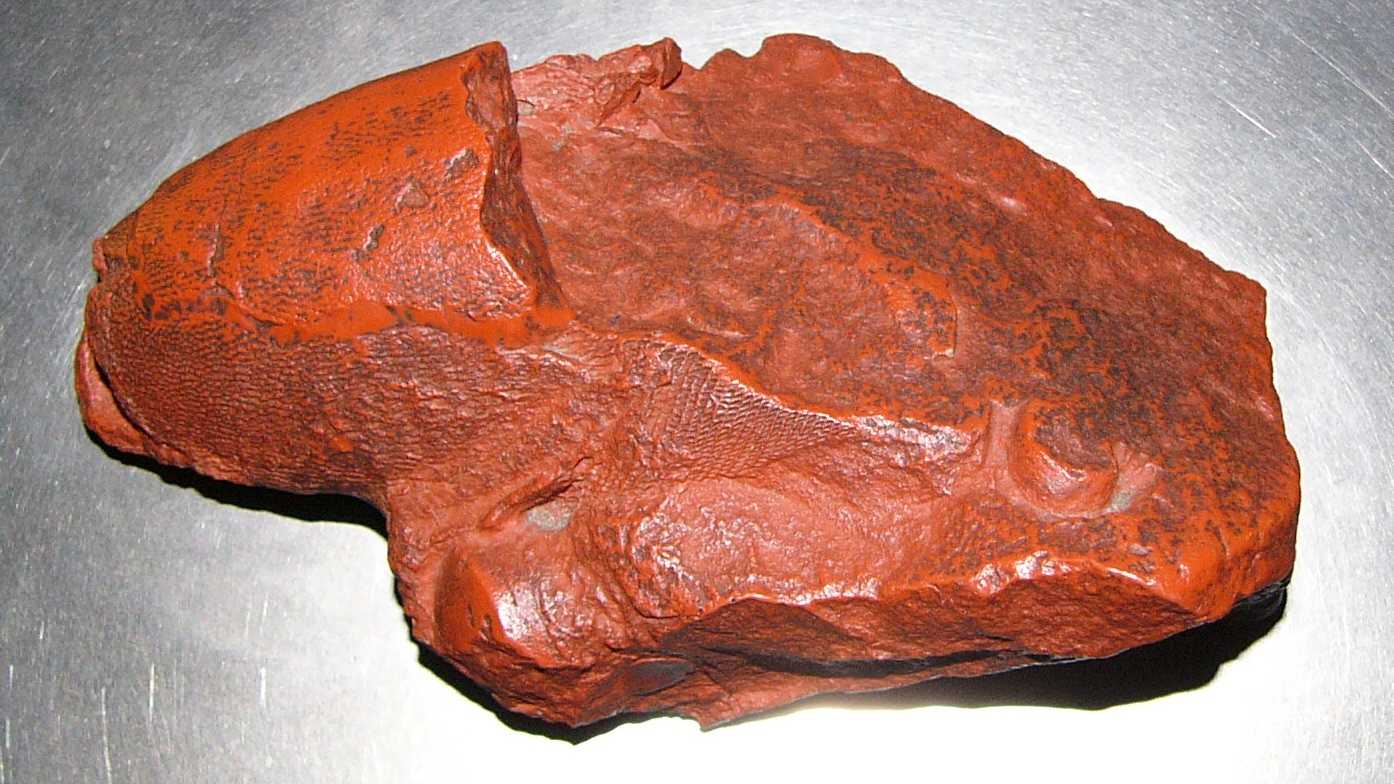
阿蘭達甲魚的化石，收藏於倫敦英國自然歷史博物館

它的化石於1959年在澳大利亞愛麗斯泉被發現。阿蘭達甲魚這個名稱是根據當地的澳大利亞原住民部落阿蘭達來命名的。
亞蘭達甲魚可能是滤食性动物，大約15（5.9英寸）長，擁有流線型的身體，外部則以硬甲來包覆。阿蘭達甲魚並沒有鰭，所以是靠著尾巴左右擺動來前進，因此牠們的游泳方式很可能與現代的蝌蚪一樣